# Cavalli (famiglia)
I Cavalli, anticamente chiamati Caballa, furono una famiglia veronese.

## Storia
I Cavalli sono originari di Verona.

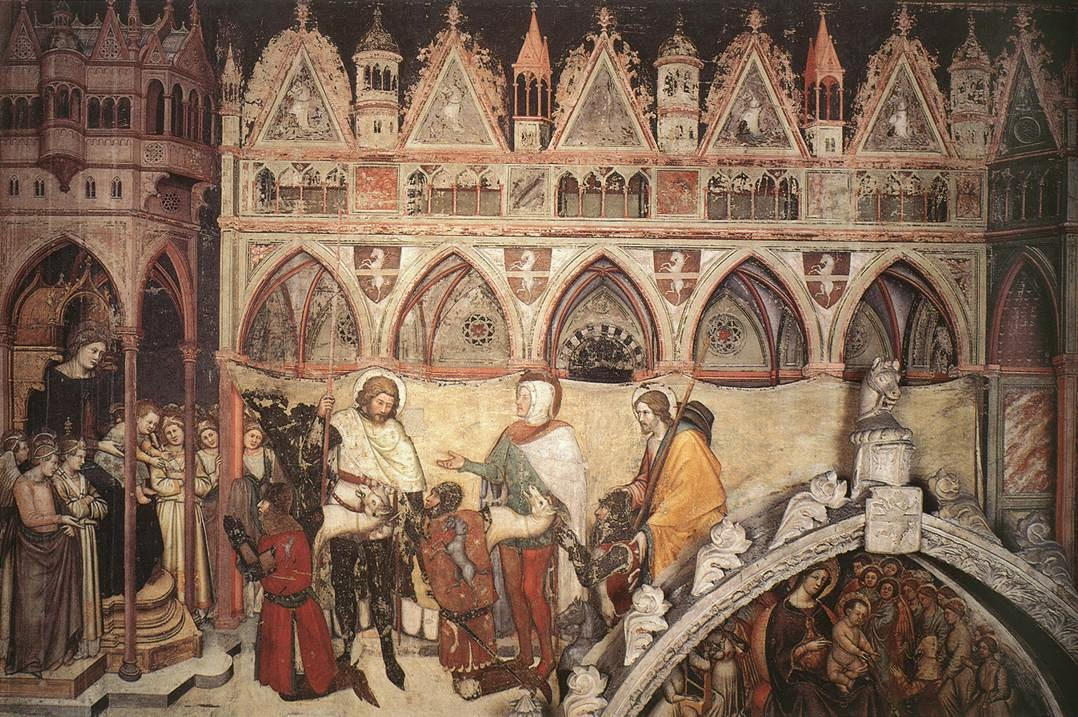
Altichiero da Zevio, La Vergine adorata dai membri della famiglia Cavalli (1370), Cappella Cavalli, Chiesa di Sant'Anastasia, Verona.

Alcuni autori trasmettono la leggenda che i Cavalli abbiano avuto origine nel Lazio e sostenuto in Roma cariche di questori, pretori e arti militari. Emigrati successivamente in Sassonia al tempo dell'occupazione di roma dai sassoni passarono successivamente al servizio dei signori di Milano e Verona.
Un ramo entrò nel patriziato veneziano e del Maggior Consiglio nel 1381 nella persona di Jacopo Cavalli, in virtù dell'appoggio garantito da quest'ultimo alla Repubblica durante la guerra di Chioggia come valoroso condottiero: fu il primo capitano di ventura ad essere inserito nel Libro d'Oro della nobiltà veneta.
Suo nipote Giorgio, mentre era al servizio dell'imperatore Venceslao di Lussemburgo, interpose i suoi buoni uffici in favore di Giangaleazzo Visconti per farlo nominare duca di Milano e, come ricompensa, fu nominato conte di Santorso, di Schio, di Torre e di Pievebelvicino. Dopo la dedizione di Vicenza alla Serenissima, rinunciò al comitato e si pose al servizio della Serenissima.
Nel 1407, i Cavalli furono ascritti anche al Consiglio nobile di Verona. Nel 1780, sotto il dogato di Paolo Renier, furono innalzati al rango comitale, titolo riconosciuto anche dal Senato veneziano.
Dopo la caduta della Serenissima, i Cavalli ottennero dal governo imperiale austriaco il riconoscimento della propria nobiltà (Sovrana Risoluzione del 10 ottobre 1819).
Ultima vivente del ramo padovano fu la contessa Erminia Cavalli (Chiari 1904-1993) sposata con Giovanni Cavina Pratesi, il ramo bresciano risulta invece ancora fiorente.

## Membri illustri
- Jacopo Cavalli († 1386), capitano di ventura a servizio dapprima degli Scaligeri, poi della Repubblica di Venezia;
- Giorgio Cavalli († 1416), nipote del precedente, a servizio prima dell'imperatore Venceslao, poi di Giangaleazzo Visconti, da questo nominato conte di Schio e di Santorso, infine capitano di ventura nella Repubblica di Venezia.
- Marino Cavalli (1561-1611), politico
- Ferdinando Cavalli (1810- 1888), politico
- Cornelio Giacomo Cavalli (1887-1917) eroe della prima Guerra Mondiale

## Luoghi e architetture
- Cappella Cavalli, nella Chiesa di Sant'Anastasia, a Verona;
- Palazzo Cavalli, a Venezia, sestiere di San Marco;
- Palazzo Cavalli Franchetti, sempre a Venezia, San Marco;
- Casa Cavalli (Chiari), a Chiari in via Ferdinando Cavalli.